# Presto (film)
Presto is een korte computeranimatiefilm van Pixar Animation Studios, uitgebracht in 2008. Het werd voor het eerst vertoond op het Annecy Animation Film Festival, en daarna in de bioscopen voorafgaand aan de film WALL•E. Het filmpje staat tevens op de dvd van WALL•E.
Het is geregisseerd door Doug Sweetland, die daarmee zijn regiedebuut maakte. Hij deed ook de stemmen voor beide personages.

## Verhaal
Het filmpje draait om de goochelaar Presto DiGiotagione, die begin 20e eeuw optreedt in theaters. Hij is beroemd om zijn act waarbij hij zijn konijn Alec Azam uit een hoge hoed haalt. Voor deze truc gebruikt Presto een tovenaarshoed die in verbinding staat met zijn eigen hoed; alles wat hij in zijn eigen hoed stopt komt er bij de tovenaarshoed weer uit en andersom.
Presto is laat voor z'n optreden, en vergeet derhalve Alec te voeren. Alec is niet bereid mee te werken aan de act als hij niet gevoerd wordt, en gebruikt de magie van de hoed tegen Presto. Iedere keer wanneer Presto Alec wil pakken, zorgt Alec ervoor dat hij iets anders te pakken krijgt. Zo komen zijn vingers klem te zitten in een muizenval, wordt hij geëlektrocuteerd, over het podium geduwd door een ladder, en in een vacuüm gezogen. Het publiek denkt dat het allemaal bij de show hoort, en vermaakt zich prima. Voor Presto is het echter een afgang.
Uiteindelijk wil Presto Alec achter de coulissen een lesje leren, maar hij komt met zijn voet vast te zitten in een touw en wordt naar het plafond van het theater gehesen. Wanneer het touw loslaat, dreigt Alec te pletter te vallen. Alec gebruikt de magische hoeden om hem te redden. Presto geeft Alec nadien eindelijk zijn wortel, en een grotere rol in zijn toekomstige shows.

## Achtergrond

### Productie
Sweetland kwam in 2007 met het idee voor het filmpje, en begon later dat jaar met de productie ervan. In mei 2008 was het werk klaar.
Het filmpje zou oorspronkelijk draaien om een goochelaar wiens nieuwe konijn last heeft van plankenkoorts, en daarom niet het toneel op wil. Dit idee werd echter als te lang en complex gezien voor een film van vijf minuten, en daarom aangepast naar de huidige versie. Het filmpje is sterk beïnvloed door onder andere de tekenfilmpjes van Tom & Jerry en de Looney Tunes. Het personage Presto is gebaseerd op William Powell.
Voor het theater waarin het filmpje zich afspeelt gebruikten de makers onder andere het London Opera House en het Opéra Garnier als voorbeeld. Het tekenen van de 2500 toeschouwers in het theater bleek een zware opgave. Mede daarom ziet men het publiek alleen van achteren.

### Ontvangst
De reacties op Presto waren zeer positief. Carl Cortez van het tijdschrift If noemde Presto een "winnaar door en door". Ook als extra op de dvd van WALL•E werd de film geprezen door critici.

## Prijzen en nominaties
In 2009 werd Presto genomineerd voor een Academy Award in de categorie beste korte animatiefilm, en een Annie Award in de categorie beste korte animatie.